# عمود ألكسندر
عمود ألكسندر (بالروسية: Александровская колонна) هو نصب تم تشييده عام 1894 في ناخيشيفان أون دون (الآن جزء من روستوف على الدون، روستوف أوبلاست، روسيا) في متنزه ألكساندروفسكي (الآن متنزه فيتيا تشيريفيتشكين للأطفال).

## تاريخ
تم افتتاح العمود في 18 سبتمبر 1894 للاحتفال بمرور 25 سنة على حكم الإمبراطور ألكسندر الثاني.
يتكون العمود من متراصة من الجرانيت عليها عقاب ذو رأسين على الكرة الأرضية.
بعد الثورة الروسية، كان العمود النصب الوحيد القيصري الذي لم تُحطّمه السلطات الجديدة. لقد أزالوا فقط النسر ذو الرأسين واللوحات التذكارية على قاعدة التمثال. في عام 1994 تم إرجاع العمود إلى حالته الأصلية.

## صور

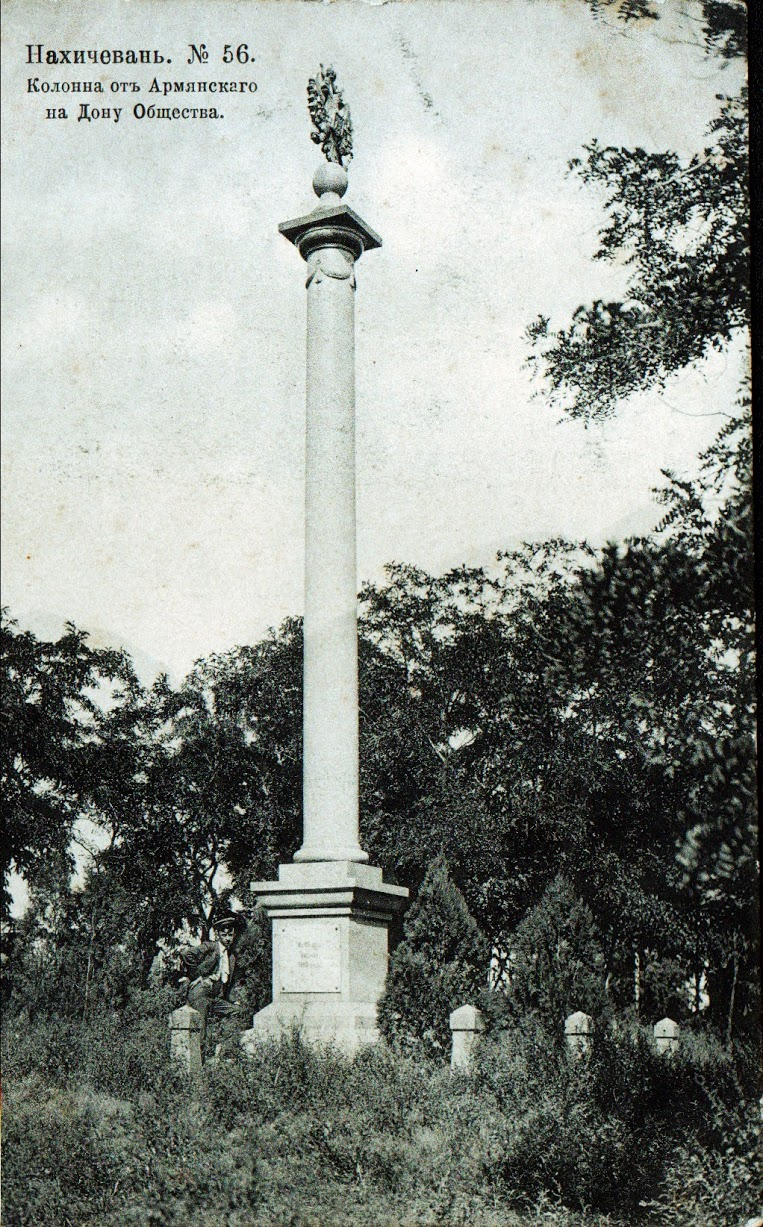
عمود ألكسندر سنة 1907
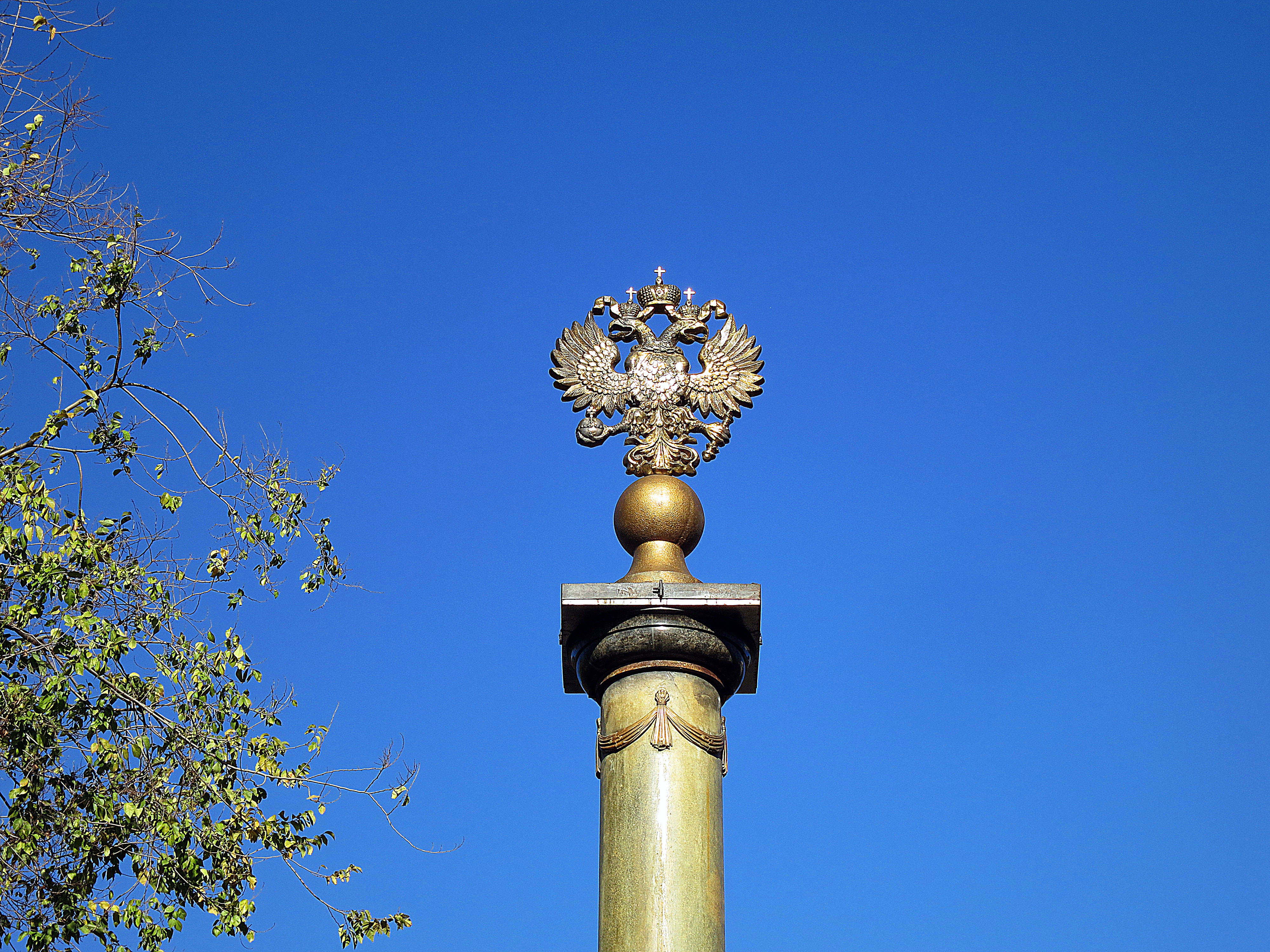
النسر الامبراطوري
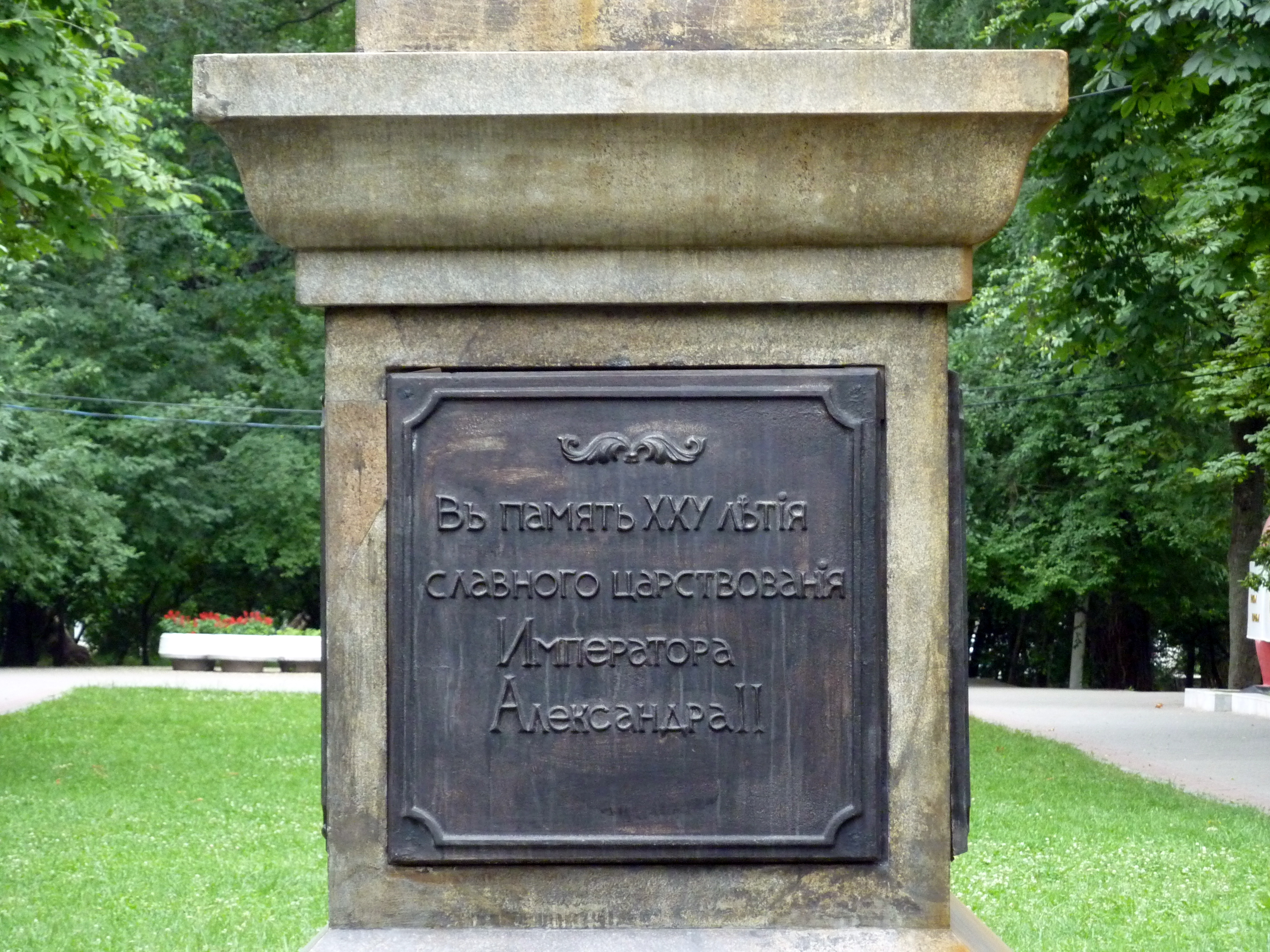
قاعدة النصب
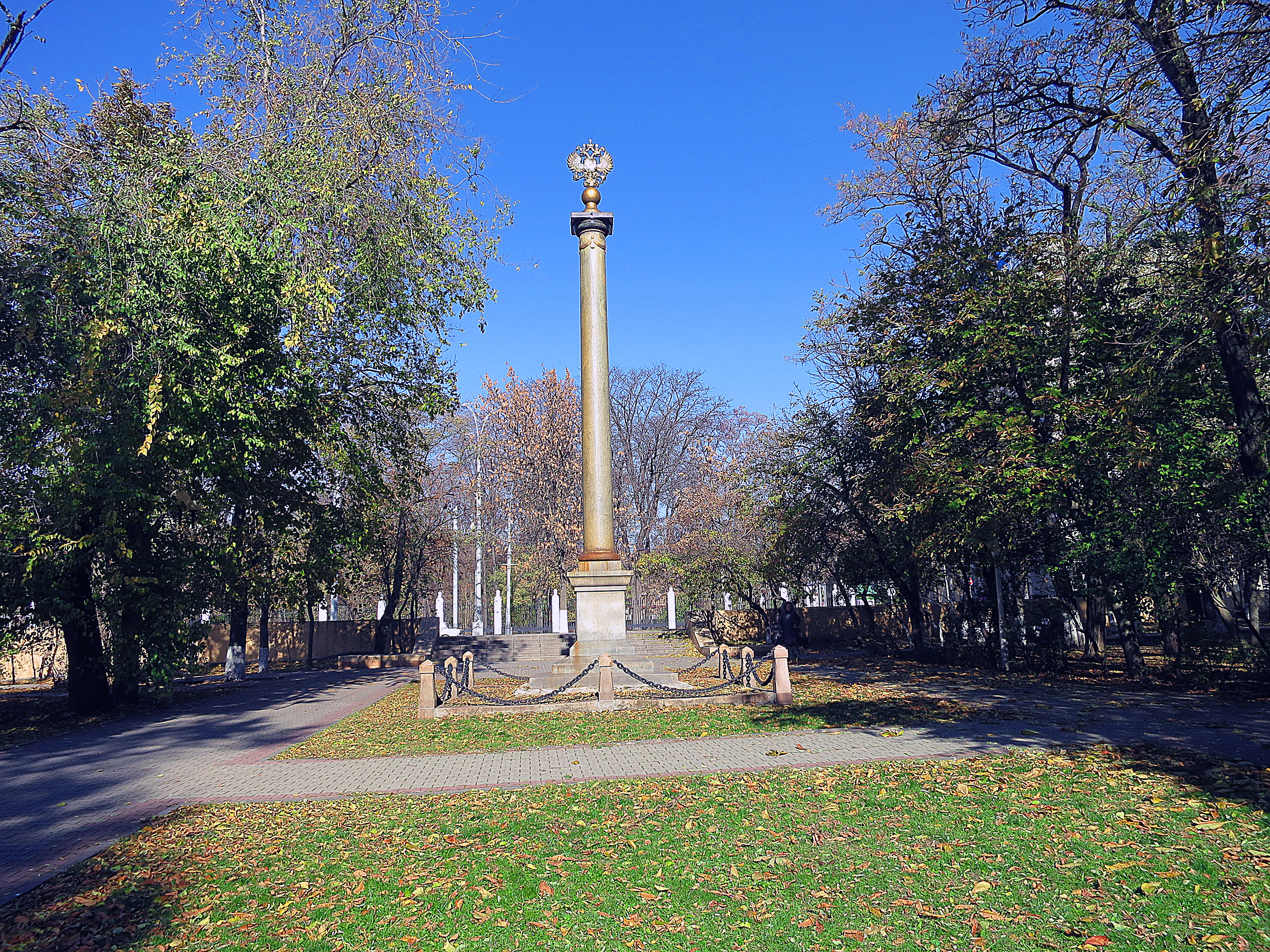
منظر للنصب